# Tục Thủy hử
Tục Thủy hử (Chữ Hán: 續水浒), còn có tên gọi là Chinh tứ khấu (征四寇) hay Tân tăng đệ ngũ tài tử kỳ thư Thủy hử toàn truyện (新增第五才子書水滸全传), được xuất bản tại Việt Nam với tên gọi Hậu Thủy hử, là một tác phẩm văn học cổ điển Trung Hoa, kế tiếp nội dung của tiểu thuyết Thủy hử. Tục Thủy hử được cho là được sáng tác bởi La Quán Trung. Nội dung của tác phẩm kể về quá trình thất bại của cuộc khởi nghĩa của các anh hùng Lương Sơn Bạc do Tống Giang (tức Tống Công Minh) lãnh đạo. Hậu Thủy hử đề cập chi tiết tới kết cục của từng thủ lĩnh quân Lương Sơn.

## Thông tin cơ bản
Theo Trung Quốc thông tục tiểu thuyết tổng mục đề yếu (中國通俗小説總目提要): "Ở Trung Thắng Đường giữ một bản sách. Ở giữa ghi là Chinh tứ khấu truyện, góc trên phải ghi là Tục Thủy hử, góc phái dưới ghi là Trung Thắng Đường tàng bản. Quyển đầu đề là Tân tăng đệ ngũ tài tử thư Thủy Hử toàn truyện, Thánh Thán ngoại thư. Mục lục đề là Tân tăng tinh tú Thủy Hử hậu truyện, ở giữa ghi là Đệ ngũ tài tử thư." Những trang cuối ghi là "Càn long nhâm tý tuế (1792) tịch nguyệt thưởng tâm cư sĩ thư vu địch vân tinh xá".
Nội dung của bản Trung Thắng Đường bao gồm 48 hồi, số hồi từ hồi 67 đến hồi 115, đây được xem là phần cuối của Thủy hử bản 115 hồi. Nội dung của Tục Thủy hử được đời sau thêm thắt thành 49 hồi, ghép với 71 hồi của Thi Nại Am, thành Thủy hử bản 120 hồi mà ngày nay thường gọi là Thủy hử toàn truyện. Kim Thánh Thán sau này bỏ hồi 1 và 49 hồi Tục Thủy hử, sửa lại phần kết, thành Thủy hử bản 70 hồi thường thấy ngày nay.